# Residencia de James F. D. Lanier
La Residencia de James F. D. Lanier  es una casa histórica ubicada en Nueva York, Nueva York. La Residencia de James F. D. Lanier se encuentra inscrita como un Hito Histórico Neoyorquino en la Comisión para la Preservación de Monumentos Históricos de Nueva York al igual que en el Registro Nacional de Lugares Históricos desde el 3 de junio de 1982. Hoppin & Koen fue el arquitecto de la James F. D. Lanier Residence.

## Ubicación
La Residencia de James F. D. Lanier se encuentra dentro del condado de Nueva York en las coordenadas 40°44′51″N 73°58′49″O / 40.7475, -73.980278.